# Electric Café
Electric Café е седмият албум на американската група „Ен Воуг“, издаден през април 2018 година от eOne Music.

## Списък на песните

### Стандартно издание
1. Blue Skies – 5:24
2. Deja Vu – 4:34
3. Rocket – 3:51
4. Reach 4 Me – 3:50
5. Electric Café – 4:34
6. Life – 4:09
7. Love the Way – 3:48
8. Oceans Deep – 3:18
9. Have a Seat (със Снуп Дог) – 3:49
10. I'm Good – 4:05
11. So Serious – 4:46

### Бонус трак
1. Have a Seat (не-рап версия) – 3:33

### Японско издание
1. Luv My Thangz – 3:11